# Jules Bourcier
Claude Marie Jules Bourcier (Cuisery, 19 de fevereiro de 1797 – Batignolles, 9 de março de 1873) foi um ornitólogo e político francês, especialista em beija-flores. Descreveu diversas espécies, muitas vezes em colaboração com outros ornitólogos.

## Início de vida e família
Jules Bourcier nasceu na comuna de Cuisery, Saône-et-Loire, em 19 de fevereiro de 1797. Era filho de Claude Marie Bourcier e Jeanne Marie Chambosse, ambos nascidos em Cuisery. 
Em 20 de outubro de 1820, na cidade de Lyon, casou-se com Benoîte-Aline Jusserand, com quem teve três filhos: Claudine Hélène Elicia Alin, Jeanne Caroline Caelina e Claude Joseph Héliodore.

## Carreira
Bourcier descreveu 45 espécies de beija-flores individualmente, 17 espécies em colaboração com Étienne Mulsant e mais 11 espécies como co-autor de Adolphe Delattre.
É erroneamente creditado como co-autor da espécie Mazama rufina, que foi descrita somente por Jacques Pucheran, em 1851.
Entre 1832 e 1837, foi prefeito de Millery, Ródano. Durante seu mandato, a cidade adquiriu uma grande porção de terra, onde foi construído uma nova prefeitura, que anos depois seria demolida, e substituída pela atual. Posteriormente, fez parte do consulado francês em Quito, Equador, entre 1849 e 1850.
Em 1846, sua coleção, que continha mais de mil exemplares de papagaios, beija-flores e sanhaços, foi comprada por Thomas Bellerby Wilson para a Academia de Ciências Naturais da Filadélfia. Em 1857, foi membro correspondente da Société linnéenne de Lyon.

## Dedicatórias
Em 1845, Frédéric de Lafresnaye dedicou a Bourcier o epíteto específico Eubucco bourcierii. Duas espécies de beija-flor, Polyonymus caroli, descrita por Jules Bourcier em 1847, e Phaethornis bourcieri, descrita por René Lesson em 1832, foram nomeadas em sua homenagem.
Adicionalmente, também foi nomeada uma espécie de cobra, Saphenophis boursieri, descrita por Giorgio Jan em 1867. O gênero de gastrópodes terrestres, Bourcieri, foi nomeado em sua homenagem, a partir de espécimes coletados para Louis Pfeiffer.

## Últimos anos e morte
Sua esposa renovou uma patente para a fabricação de cabos submarinos em 5 de junho de 1861. Até seus últimos anos de vida, viveu em Paris, França. Jules Bourcier morreu no bairro de Batignolles, no 17.º arrondissement de Paris, em 9 de março de 1873, aos 76 anos. No ano seguinte à sua morte, em 2 de março de 1874, sua coleção de beija-flores seria vendida em Paris.